# Кумец, Владимир Владимирович
Кумец Владимир Владимирович (29 декабря 1988, Минск) — белорусский общественный и политический активист. Бывший пресс-секретарь гражданской кампании «Революция через социальную сеть», заместитель председателя фонда «Интеграционный мост» (Польша). В 2011 году получил политическое убежище в Польше. В 2013 году прекратил политическую деятельность и вернулся в Белоруссию.

## Биография

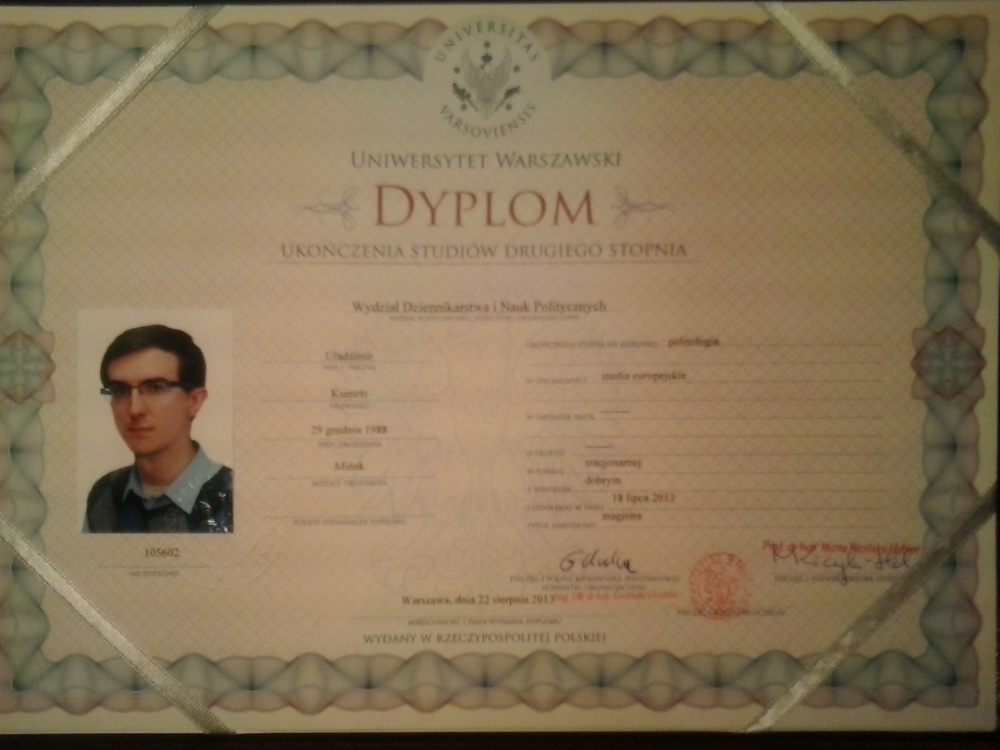

В 2006 году поступил на факультет международных отношений Международного гуманитарно-экономического института в Минске. В ноябре 2010 года был исключён с 5 курса института с официальной формулировкой за пропуски занятий. В 2011 году обратился в Еврокомиссию с требованием включить руководство МГЭИ в список белорусских чиновников, которым запрещён въезд в ЕС. Решением Европейской комиссии от 21 марта 2011 года ректору Международного гуманитарно-экономического института Тамаре Алпеевой был запрещён въезд на территорию Европейского Союза за исключение студента по политическим мотивам. В 2012 году продолжил своё обучение в магистратуре Варшавского университета по специальности «Политология». В 2013 окончил магистратуру Варшавского университета.
С 2008 по 2009 год был активистом гражданской кампании «Европейская Беларусь». С сентября 2009 года — заместитель председателя общественного объединения «Движение Будущего». В 2010 году был руководителем районного избирательного штаба кандидата на пост президента Беларуси Владимира Некляева (2010). Выдвигался кандидатом в депутаты Минского городского Совета депутатов (2010). С 2011 по 2012 год был пресс-секретарем гражданской кампании «Революция через социальную сеть».
Редактор интернет-проекта «Chinovniki.info». Заместитель председателя фонда «Интеграционный мост».

## Политическая деятельность

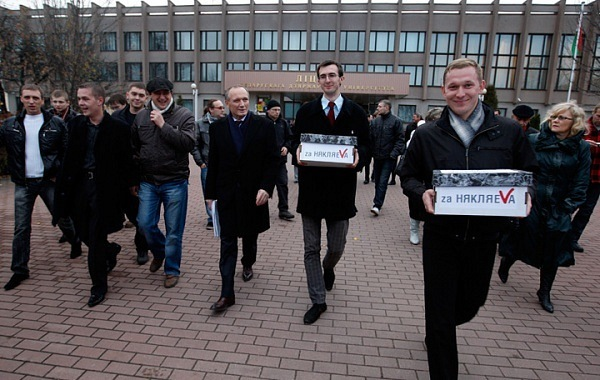

В 2010 году — кандидат в депутаты в Минский городской Совет. Во время президентских выборов 2010 года был координатором районного избирательного штаба кандидата в президенты Владимира Некляева. После акции протеста 19 декабря, опасаясь ареста, уехал из Белоруссии в Литву, а позже в Польшу. В 2011 году стал одним из участников гражданской кампании «Революция через социальную сеть».
В 2013 году прекратил политическую деятельность и вернулся в Белоруссию.

## Репрессии

В 2006—2010 годах учился в Международном гуманитарно-экономическом институте, откуда после организации собрания по выдвижению Владимира Некляева на Всебелорусское народное собрание, был отчислен по официальной версии за академическую неуспеваемость. На защиту активиста стал лидер кампании «Говори Правду» Владимир Некляев, но ректор не восстановил студента, а устно пообещал это сделать в январе 2011 года.
По информации Европейского радио для Беларуси, 19 декабря 2010 года уехал их страны, в связи с возбуждением уголовного дела в отношении участников «Площади 2010».
23 сентября 2011 года, по приезде в Белоруссию из Польши он был арестован спецслужбами в собственной квартире в Минске.
По его собственным утверждениям, ему предъявили постановление о возбуждении уголовного дела по статье 186 УК РБ в отношении его брата за угрозу убийства неизвестному лицу в Интернете, и задержали его и брата, как подозреваемых. Под угрозой, что его и брата могут посадить в тюрьму он решил согласиться подписать соглашение о сотрудничестве с КГБ. Он утверждает, что с самого начала он не планировал выполнять задания белорусского КГБ, и сделал это лишь, чтобы уехать из страны и освободить себя и своего родного брата. В КГБ ему обещали, что eсли он будет на них работать, то они закроют это дело и оставят семью в покое. Для этого он пошел на обман и весь октябрь высылал им поддельные отчеты, которые выдумывал вместе со своим коллегой Вячеславом Диановым. От Kомитета госбезопасности Беларуси он получил задание информировать о деятельности гражданской кампании «Революция чepeз социальную сеть», дискредитировать оппозиционные силы Беларуси и находить зарубежные источники финансирования белорусской оппозиции.
8 ноября 2011 года на пресс-конференции в Варшаве он рассказал о том как его вербовали. Согласно его словам, разглашение обстоятельств вербовки стало причиной возбуждения по-новому, сфабрикованного уголовного дела против его брата. После этого белорусские спецслужбы вызывали его родственников на допросы, чтобы узнать о его нынешнем местонахождении.